# Aeroklubben i Göteborg
Aeroklubben i Göteborg är en av Europas äldsta flygklubbar. Klubben, som är en av de största flygklubbarna i Sverige, har cirka 150 aktiva medlemmar och sju stycken enmotoriga flygplan, varav ett el-flygplan, av typerna Bristell, Pipistrel, Piper och Cessna. Klubben finns på Säve Flygplats (tidigare kallad Göteborg City Airport) cirka 15 kilometer norr om Göteborg. Klubben har en aktiv flygskola som bedriver utbildning för privatflygcertifikat (PPL) samt mörkerbehörighet (NQ). Klubben bedriver samhällsnyttig verksamhet, såsom brandflyg, sjöövervakning och hemvärnsflyg, mycket aktiviteter såsom flygsäkerhetsutbildningar, resor med klubbens flygplan mm.
Hemsida för Aeroklubben i Göteborg. Medlemstidningen heter Mofly.

## Historik
Aeroklubben i Göteborg bildades redan 1918 och är alltså en av Europas äldsta flygklubbar. Från början hade klubben inte några flygplan utan bestod av ett antal inflytelserika personer som diskuterade hur flyget kunde utvecklas i Göteborg. 
1923 färdigställdes Torslanda flyghamn på Hisingen, vilken blev klubbens hemvist till dess att flygplatsen lades ner på 70-talet. Aeroklubben i Göteborg flyttade då till Säve Flygplats (tidigare kallad Göteborg City Airport), och där finns klubben fortfarande.

## Utbildning
Aeroklubben i Göteborg utbildar ett 20-tal piloter varje år. Utbildning sker till Privatflygarcertifikat samt till mörkerbehörighet (NQ).

## Flygplan
Klubbens flotta består av enmotoriga 4-sitsiga flygplan av märkena Piper och Cessna. Båda typerna är kända för att vara tillförlitliga flygmaskiner.
- SE-KMG Piper PA-28 Cadet
- SE-LMZ Piper PA-28 Archer III
- SE-LVB Cessna 172
- SE-KEN Piper PA-28 Cadet
- SE-MKJ Pipistrel Virus SW 121